# Alison Shaw
Alison Shaw ist eine US-amerikanische Schlagwerkerin.
Shaw erwarb den Bachelor of Music an der University of Arizona und den Master of Music und Doctor of Musical Arts als Schülerin von Salvatore Rabbio an der University of Michigan. Sie unterrichtete am Interlochen Center for the Arts, an der Eastern New Mexico University, der Indiana University of Pennsylvania, der Michigan State University und seit 2004 als Professorin an der University of Wisconsin - Oshkosh. Sie war Mitherausgeberin der Percussive Notes, des offiziellen Journals der International Percussive Arts Society (PAS) und ist Vorstandsmitglied der PAS und des PAS College Pedagogy Committee.
Shaw gehörte u. a. dem Johnstown (Pennsylvania), Jackson (Michigan) und Southwest Symphony Orchestra, dem Arizona Opera Orchestra und dem Tucson Pops Orchestra an und ist Paukistin der Brass Band of Battle Creek. An zeitgenössischer Musik interessiert gehörte sie zu den Gründern des Quorum Chamber Arts Collective, das sie fünfzehn Jahre lang leitete. Das Ensemble vergab achtzehn Kompositionsaufträge und veröffentlichte 2001 die CD Cold Water, Dry Stone – The Works of Evan Chambers, an der Shaw am Schlagwerk mitwirkte und die mit einem Grammy ausgezeichnet wurde. Mit dem Tubisten Marty Erickson tourte sie als Duo Balance. Als Solistin spielte sie die Uraufführungen von etwa 30 kammermusikalischen und Solowerken in den USA und Europa. Ihr Soloalbum Signs of Intelligent Life (2006) erschien beim Label Eroica Classics.